# (100611) 1997 SR19
(100611) 1997 SR19 es un asteroide perteneciente al cinturón de asteroides, descubierto el 28 de septiembre de 1997 por el equipo del Spacewatch desde el Observatorio Nacional de Kitt Peak, Arizona, Estados Unidos.

## Designación y nombre
Designado provisionalmente como 1997 SR19.

## Características orbitales
1997 SR19 está situado a una distancia media del Sol de 3,009 ua, pudiendo alejarse hasta 3,507 ua y acercarse hasta 2,512 ua. Su excentricidad es 0,165 y la inclinación orbital 2,371 grados. Emplea 1907,29 días en completar una órbita alrededor del Sol.

## Características físicas
La magnitud absoluta de 1997 SR19 es 15,8.